# Tecktonik
Tecktonik (abreviado TCK)  es una marca comercial francesa registrada en el año 2002 cuyo logo es una águila heráldica.
La marca Tecktonik comercia desde ropa hasta bebidas energéticas. Sus diseños, con colores neón, pantalones ajustados y zapatos tenis llamativos, han sido adoptados por la cultura Electro Dance como parte de su indumentaria. Incluso, se ha dado la apertura de peluquerías Tecktonik en asociación con una célebre marca de geles y champús para el cabello, que ha visto en este movimiento un fenómeno con "gran potencial" para el negocio. En dichas peluquerías los adeptos pueden conseguir peinados en forma de crestas, mechas fluorescentes y maquillaje en forma de estrella en el rostro.
Esta moda dio lugar a numerosos errores. En efecto, Tecktonik no designa un estilo de música electrónica, sino ciertas batallas de baile en el club Metrópolis (donde el estilo practicado es el electro dance), comercializando compilaciones producidas teniendo como base estas batallas, una marca de ropa y una bebida, así como promover el fenómeno de popularización de todo lo que precede al movimiento por el rodeo de alianzas en la calle y de vídeos disponibles para internet.